# Кравцов, Сергей Михайлович
Сергей Михайлович Кравцов (17 февраля 1960, СССР) — советский и белорусский яхтсмен, участник Олимпийских игр 1988, 1992 и 1996, чемпион мира, чемпион СССР, заслуженный мастер спорта СССР.

## Достижения
На чемпионате мира 1988 года в олимпийском классе Торнадо в Таллине стал чемпионом мира вместе со рулевым Юрием Коноваловым.
На Летних Олимпийских играх 1988, в Пусане, был седьмым в классе «Торнадо» вместе с рулевым Юрием Коноваловым.
На Летних Олимпийских играх 1992, в Барселоне, был девятым в классе «Торнадо» вместе с рулевым Юрием Коноваловым.
На Летних Олимпийских играх 1996, выступая за Сборную команду Беларуси в Саванне в качестве рулевого, был четырнадцатым в классе «Торнадо» вместе со шкотовым Виктором Буданцевым.
С 2010 года гоняется в классе швертботов «эМ-Ка» в качестве любителя. Проживает в Минске.

## Образование
Окончил Белорусский государственный университет физической культуры.

## Награды, звания
- Заслуженный мастер спорта СССР